# باد (فیلم ۱۹۹۲)
«باد» (انگلیسی: Wind (film)) فیلمی در ژانر اکشن به کارگردانی کرول بالارد است که در سال ۱۹۹۲ منتشر شد.

## بازیگران
- متیو موداین
- جنیفر گری
- کلیف رابرتسون
- جک تامپسون
- استلان اسکارشگورد
- ربکا میلر